# Mariene provincie Benguela
De Mariene provincie Benguela (50) (Engels: Benguela marine province) is een biogeografische provincie en ligt in het zuidoosten van de Atlantische Oceaan in het Marien rijk Gematigd Zuidelijk Afrika. De mariene provincie is vastgesteld door het World Wide Fund for Nature en The Nature Conservancy en is vernoemd naar Benguela.
In het noorden grenst het gebied aan de mariene provincie Golf van Guinee (17) en in het zuidoosten aan de mariene provincie Agulhas (51).

## Geografie
De mariene provincie ligt voor de westkust in het zuidwesten van Angola, de kust van Namibië en de westkust van Zuid-Afrika.

## Biogeografie
Het gebied kent zeeleven dat houdt van gematigde temperaturen.

## Mariene ecoregio's
Deze mariene provincie bestaat uit 2 mariene ecoregio's:
- Mariene ecoregio Namib (190)
- Mariene ecoregio Namaqua (191)